# Kopstukken (radioprogramma)
Problemen verdwijnen waar de kopstukken verschijnen (meestal kortweg Kopstukken genoemd) was een Nederlands humoristisch radioprogramma.

## Concept
Het werd vanaf 1959 een paar jaar uitgezonden door de KRO als onderdeel van het amusementsprogramma Tierelantijnen. Presentator was Leo Nelissen, die later ook een van de eerste presentatoren van Met het Oog op Morgen zou worden. Tijdens het programma stelden mensen uit het publiek vragen aan een panel. Deze werden op humoristische wijze beantwoord. Vaste panelleden waren Kees Schilperoort, Cees de Lange, Sophie Stein en de onbetwiste ster van het programma Godfried Bomans. Het programma was waarschijnlijk genoemd naar diens boek uit 1947.
Dit boek, geïllustreerd door Jo Spier, bevat artikelen - eerder verschenen in Elseviers Weekblad - daarin wordt op humoristische wijze omgegaan met vele beroepen. Het boekje beleefde zeer vele herdrukken. 

## Populariteit
Kopstukken was destijds een bijzonder populair programma. Hoogtepunten werden op de plaat gezet en grif verkocht. Alhoewel het zeer spontaan klonk, vertelde Schilperoort jaren later in het VPRO-programma De Radiovereniging dat de panelleden de vragen thuisgestuurd kregen, zodat ze thuis komische antwoorden konden bedenken en met elkaar konden overleggen om te voorkomen dat zij dezelfde grappen zouden maken.

## Beschikbaarheid
In 1996 werd een dubbel-cd met de beste momenten uit Bomans' Kopstukken door EMI uitgebracht. De cd bevat 47 tracks.